# Studina
Studina è un comune della Romania di 2 826 abitanti, ubicato nel distretto di Olt, nella regione storica dell'Oltenia. 
Il comune è formato dall'unione di due villaggi: Studina e Studinița.
Nel 2004 si sono staccati da Studina i villaggi di Arvăteasca, Grădinile e Plăviceanca, andati a formare il comune di Grădinile.